# Turn- und Sportverein München von 1860 1979-1980
Questa voce raccoglie le informazioni riguardanti il Turn- und Sportverein München von 1860 nelle competizioni ufficiali della stagione 1979-1980.

## Stagione
Nella stagione 1979-1980 il Monaco 1860, allenato da Eckhard Krautzun, Alfred Baumann e Carl-Heinz Rühl, concluse il campionato di Bundesliga al 13º posto. In Coppa di Germania il Monaco 1860 fu eliminato agli ottavi di finale dall'Homburg.

## Rosa
| N. |                     | Ruolo | Calciatore           |
| -- | ------------------- | ----- | -------------------- |
|    | Germania (bandiera) | P     | Norbert Kleider      |
|    | Germania (bandiera) | P     | Thomas Zander        |
|    | Germania (bandiera) | D     | Hans Fischl          |
|    | Germania (bandiera) | D     | Rolf Grünther        |
|    | Germania (bandiera) | D     | Jupp Kapellmann      |
|    | Germania (bandiera) | D     | Herbert Scheller     |
|    | Germania (bandiera) | D     | Hans-Dieter Seelmann |
|    | Germania (bandiera) | D     | Jürgen Strack        |
|    | Germania (bandiera) | D     | Rudolf Sturz         |
|    | Germania (bandiera) | C     | Alfred Herberth      |
|    | Germania (bandiera) | C     | Jürgen Neumann       |

| N. |                     | Ruolo | Calciatore       |
| -- | ------------------- | ----- | ---------------- |
|    | Germania (bandiera) | C     | Horst Raubold    |
|    | Austria (bandiera)  | C     | Josef Stering    |
|    | Germania (bandiera) | C     | Horst Wohlers    |
|    | Germania (bandiera) | A     | Hermann Bitz     |
|    | Germania (bandiera) | A     | Harry Ellbracht  |
|    | Germania (bandiera) | A     | Franz Gerber     |
|    | Germania (bandiera) | A     | Erhard Hofeditz  |
|    | Germania (bandiera) | A     | Georg Metzger    |
|    | Germania (bandiera) | A     | Wolfgang Metzler |
|    | Germania (bandiera) | A     | Anton Nachreiner |
|    | Croazia (bandiera)  | A     | Ivica Senzen     |

## Organigramma societario
Area tecnica
- Allenatore: Carl-Heinz Rühl
- Allenatore in seconda:
- Preparatore dei portieri:
- Preparatori atletici:

## Calciomercato

### Sessione estiva
| Acquisti | Acquisti             | Acquisti          | Acquisti |
| R.       | Nome                 | da                | Modalità |
| -------- | -------------------- | ----------------- | -------- |
| A        | Hermann Bitz         | Kickers Offenbach |          |
| C        | Heinz Flohe          | Colonia           |          |
| D        | Rolf Grünther        | Preußen Münster   |          |
| D        | Jupp Kapellmann      | Bayern Monaco     |          |
| P        | Norbert Kleider      | Bayern Hof        |          |
| C        | Jürgen Neumann       | Monaco 1860 II    |          |
| C        | Horst Raubold        | Wormatia Worms    |          |
| D        | Hans-Dieter Seelmann | Wormatia Worms    |          |
| A        | Ivica Senzen         | Dinamo Zagabria   |          |
| D        | Jürgen Strack        | VfR Bürstadt      |          |

| Cessioni | Cessioni            | Cessioni        | Cessioni |
| R.       | Nome                | a               | Modalità |
| -------- | ------------------- | --------------- | -------- |
| C        | Niels Poulsen       | Freiburger      |          |
| D        | Dieter Agatha       | Preußen Münster |          |
| D        | Ahmet Glavović      | Velež Mostar    |          |
| P        | Bernhard Hartmann   | Norimberga      |          |
| C        | Hans Haunstein      | VfB Gaggenau    |          |
| C        | Jan Højland Nielsen | B.93            |          |
| D        | Alfred Kohlhäufl    | TSV Straubing   |          |
| C        | Klaus Vöhringer     | Bienne          |          |

### Sessione invernale
| Acquisti | Acquisti        | Acquisti            | Acquisti |
| R.       | Nome            | da                  | Modalità |
| -------- | --------------- | ------------------- | -------- |
| A        | Harry Ellbracht | Arminia Bielefeld   |          |
| C        | Horst Wohlers   | Borussia M'gladbach |          |

| Cessioni | Cessioni | Cessioni | Cessioni |
| R.       | Nome     | a        | Modalità |
| -------- | -------- | -------- | -------- |

## Risultati

### Bundesliga

#### Girone di andata
| Arbitro: | Engel |

|                        |           |            |
| Neumann 63’ Strack 77’ | Marcatori | 69’ Gerber |

| Arbitro: | Risse |

|                                               |           |            |
| Flohe 26’ (rig.), 60’ Gerber 29’ Hofeditz 84’ | Marcatori | 12’ Dreßel |

| Arbitro: | Horeis |

|             |           |  |
| Mattsson 2’ | Marcatori |  |

| Arbitro: | Treib |

|                 |           |  |
| Flohe 4’ (rig.) | Marcatori |  |

| Arbitro: | Gabor |

|  |           |                      |
|  | Marcatori | 55’, 64’ Burgsmüller |

| Arbitro: | Brückner |

|                                      |           |  |
| Wenzel 4’, 72’ Allofs 23’ Allofs 56’ | Marcatori |  |

| Arbitro: | Assenmacher |

|              |           |           |
| Hofeditz 35’ | Marcatori | 74’ Klotz |

| Braunschweig 6 ottobre 1979, ore 15:30 CET 8ª giornata | Eintracht Braunschweig | 0 – 0 referto | Monaco 1860 | Stadion an der Hamburger Straße (10 000 spett.)\| Arbitro: \| Uhlig \| |
| Arbitro:                                               | Uhlig                  |               |             |                                                                        |

| Arbitro: | Heitmann |

|                          |           |                         |
| Herberth 28’ Stering 33’ | Marcatori | 34’ Posner 66’ Gelsdorf |

| Arbitro: | Redelfs |

|                                    |           |  |
| Bittcher 37’ Džoni 43’ Fischer 90’ | Marcatori |  |

| Arbitro: | Stäglich |

|  |           |                       |
|  | Marcatori | 36’ Keegan 62’ Buljan |

| Arbitro: | Niemann |

|              |           |             |
| Schäffer 20’ | Marcatori | 62’ Metzler |

| Arbitro: | Ahlenfelder |

|           |           |                           |
| Flohe 65’ | Marcatori | 32’ Dürnberger 78’ Hoeneß |

| Arbitro: | Eschweiler |

|              |           |            |
| Kliemann 28’ | Marcatori | 65’ Senzen |

| Arbitro: | Linn |

|                        |           |             |
| Metzler 3’ Wohlers 62’ | Marcatori | 70’ Steiner |

| Arbitro: | Messmer |

|                                  |           |              |
| Melzer 39’ Pirrung 42’ Wendt 75’ | Marcatori | 79’ Hofeditz |

| Arbitro: | Waltert |

|               |           |                |
| Bitz 21’, 75’ | Marcatori | 81’ Hölzenbein |

#### Girone di ritorno
| Arbitro: | Hontheim |

|          |           |             |
| Bitz 33’ | Marcatori | 67’ Okudera |

| Arbitro: | Burgers |

|                                  |           |                                                            |
| Röber 20’, 88’ Möhlmann 64’, 90’ | Marcatori | 14’, 89’ Ellbracht 30’, 79’ (rig.), 90’ Wohlers 46’ Senzen |

| Arbitro: | Luca |

|                                           |           |  |
| Ellbracht 9’, 43’ Raubold 19’ Wohlers 53’ | Marcatori |  |

| Arbitro: | Quindeau |

|                     |           |  |
| Lameck 23’ Abel 75’ | Marcatori |  |

| Dortmund 23 febbraio 1980, ore 15:30 CET 22ª giornata | Borussia Dortmund | 0 – 0 referto | Monaco 1860 | Westfalenstadion (21 600 spett.)\| Arbitro: \| Treib \| |
| Arbitro:                                              | Treib             |               |             |                                                         |

| Arbitro: | Waltert |

|                          |           |  |
| Wohlers 60’ Hofeditz 69’ | Marcatori |  |

| Arbitro: | Stäglich |

|              |           |             |
| Ohlicher 59’ | Marcatori | 25’ Raubold |

| Arbitro: | Eschweiler |

|                          |           |  |
| Grünther 31’ Stering 55’ | Marcatori |  |

| Arbitro: | Meuser |

|            |           |  |
| Demuth 13’ | Marcatori |  |

| Arbitro: | Brückner |

|                                    |           |  |
| Stering 39’ Senzen 72’ Wohlers 89’ | Marcatori |  |

| Arbitro: | Ahlenfelder |

|                                                             |           |             |
| Magath 10’, 28’, 47’ Hieronymus 20’ Keegan 70’ Milewski 85’ | Marcatori | 26’ Raubold |

| Monaco di Baviera 19 aprile 1980, ore 15:30 CEST 29ª giornata | Monaco 1860 | 0 – 0 referto | Borussia M'gladbach | Stadion an der Grünwalder Straße (20 000 spett.)\| Arbitro: \| Quindeau \| |
| Arbitro:                                                      | Quindeau    |               |                     |                                                                            |

| Arbitro: | Aldinger |

|                                                                 |           |          |
| Janzon 6’ Breitner 16’, 79’ Niedermayer 20’ Rummenigge 31’, 59’ | Marcatori | 43’ Bitz |

| Arbitro: | Risse |

|  |           |               |
|  | Marcatori | 18’ Rasmussen |

| Arbitro: | Luca |

|                 |           |  |
| Grillemeier 40’ | Marcatori |  |

| Arbitro: | Waltert |

|                                |           |               |
| Scheller 14’, 90’ Hofeditz 47’ | Marcatori | 16’, 24’ Geye |

| Arbitro: | Burgers |

|                  |           |            |
| Zander 7’ (aut.) | Marcatori | 56’ Senzen |

### Coppa di Germania
| Arbitro: | Aldinger |

|                                               |           |  |
| Gerber 43’, 50’ Sturz 55’ Senzen 71’ Bitz 89’ | Marcatori |  |

| Arbitro: | Ferro |

|                                                             |           |            |
| Stering 17’ Flohe 51’, 59’ Nachreiner 65’, 66’ Scheller 78’ | Marcatori | 23’ Kwolek |

| Arbitro: | Schmoock |

|                                |           |  |
| Ellbracht 20’, 85’ Wohlers 24’ | Marcatori |  |

| Arbitro: | Hennig |

|          |           |  |
| Beck 69’ | Marcatori |  |

## Statistiche

### Statistiche di squadra
| Competizione      | Punti | In casa | In casa | In casa | In casa | In casa | In casa | In trasferta | In trasferta | In trasferta | In trasferta | In trasferta | In trasferta | Totale | Totale | Totale | Totale | Totale | Totale | DR  |
| Competizione      | Punti | G       | V       | N       | P       | Gf      | Gs      | G            | V            | N            | P            | Gf           | Gs           | G      | V      | N      | P      | Gf     | Gs     | DR  |
| ----------------- | ----- | ------- | ------- | ------- | ------- | ------- | ------- | ------------ | ------------ | ------------ | ------------ | ------------ | ------------ | ------ | ------ | ------ | ------ | ------ | ------ | --- |
| Bundesliga        | 30    | 17      | 9       | 4       | 4       | 28      | 16      | 17           | 1            | 6            | 10           | 14           | 37           | 34     | 10     | 10     | 14     | 42     | 53     | -11 |
| Coppa di Germania | -     | 3       | 3       | 0       | 0       | 14      | 1       | 1            | 0            | 0            | 1            | 0            | 1            | 4      | 3      | 0      | 1      | 14     | 2      | +12 |
| Totale            | 30    | 20      | 12      | 4       | 4       | 42      | 17      | 18           | 1            | 6            | 11           | 14           | 38           | 38     | 13     | 10     | 15     | 56     | 55     | +1  |

### Andamento in campionato
| Giornata  | 1  | 2 | 3  | 4 | 5  | 6  | 7  | 8  | 9  | 10 | 11 | 12 | 13 | 14 | 15 | 16 | 17 | 18 | 19 | 20 | 21 | 22 | 23 | 24 | 25 | 26 | 27 | 28 | 29 | 30 | 31 | 32 | 33 | 34 |
| --------- | -- | - | -- | - | -- | -- | -- | -- | -- | -- | -- | -- | -- | -- | -- | -- | -- | -- | -- | -- | -- | -- | -- | -- | -- | -- | -- | -- | -- | -- | -- | -- | -- | -- |
| Luogo     | T  | C | T  | C | C  | T  | C  | T  | C  | T  | C  | T  | C  | T  | C  | T  | C  | C  | T  | C  | T  | T  | C  | T  | C  | T  | C  | T  | C  | T  | C  | T  | C  | T  |
| Risultato | P  | V | P  | V | P  | P  | N  | N  | N  | P  | P  | N  | P  | N  | V  | P  | V  | N  | V  | V  | P  | N  | V  | N  | V  | P  | V  | P  | N  | P  | P  | P  | V  | N  |
| Posizione | 13 | 6 | 13 | 7 | 11 | 15 | 15 | 15 | 16 | 16 | 16 | 16 | 16 | 16 | 15 | 16 | 15 | 15 | 14 | 12 | 13 | 12 | 10 | 11 | 9  | 12 | 9  | 10 | 11 | 12 | 14 | 14 | 13 | 13 |

Legenda:

Luogo: C = Casa; T = Trasferta. Risultato: V = Vittoria; N = Pareggio; P = Sconfitta.

### Statistiche dei giocatori
| Giocatore     | Bundesliga | Bundesliga | Bundesliga  | Bundesliga | Coppa di Germania | Coppa di Germania | Coppa di Germania | Coppa di Germania | Totale   | Totale | Totale      | Totale     |
| Giocatore     | Presenze   | Reti       | Ammonizioni | Espulsioni | Presenze          | Reti              | Ammonizioni       | Espulsioni        | Presenze | Reti   | Ammonizioni | Espulsioni |
| ------------- | ---------- | ---------- | ----------- | ---------- | ----------------- | ----------------- | ----------------- | ----------------- | -------- | ------ | ----------- | ---------- |
| H. Bitz       | 23         | 4          | 2           | 0          | 3                 | 1                 | 0                 | 0                 | 26       | 5      | 2           | 0          |
| H. Ellbracht  | 12         | 4          | 1           | 0          | 2                 | 2                 | 0                 | 0                 | 14       | 6      | 1           | 0          |
| H. Fischl     | 0          | 0          | 0           | 0          | 0                 | 0                 | 0                 | 0                 | 0        | 0      | 0           | 0          |
| H. Flohe      | 14         | 4          | 1           | 0          | 2                 | 2                 | 0                 | 0                 | 16       | 6      | 1           | 0          |
| F. Gerber     | 12         | 2          | 0           | 0          | 2                 | 2                 | 0                 | 0                 | 14       | 4      | 0           | 0          |
| R. Grünther   | 34         | 1          | 2           | 0          | 4                 | 0                 | 0                 | 0                 | 38       | 1      | 2           | 0          |
| A. Herberth   | 14         | 1          | 0           | 0          | 0                 | 0                 | 0                 | 0                 | 14       | 1      | 0           | 0          |
| E. Hofeditz   | 29         | 5          | 4           | 0          | 4                 | 0                 | 0                 | 0                 | 33       | 5      | 4           | 0          |
| J. Kapellmann | 33         | 0          | 3           | 0          | 4                 | 0                 | 0                 | 0                 | 37       | 0      | 3           | 0          |
| N. Kleider    | 5          | 0          | 0           | 0          | 1                 | 0                 | 0                 | 0                 | 6        | 0      | 0           | 0          |
| G. Metzger    | 1          | 0          | 0           | 0          | 1                 | 0                 | 0                 | 0                 | 2        | 0      | 0           | 0          |
| W. Metzler    | 21         | 2          | 2           | 0          | 1                 | 0                 | 0                 | 0                 | 22       | 2      | 2           | 0          |
| A. Nachreiner | 4          | 0          | 0           | 0          | 2                 | 2                 | 0                 | 0                 | 6        | 2      | 0           | 0          |
| J. Neumann    | 0          | 0          | 0           | 0          | 0                 | 0                 | 0                 | 0                 | 0        | 0      | 0           | 0          |
| N. Poulsen    | 5          | 0          | 0           | 0          | 0                 | 0                 | 0                 | 0                 | 5        | 0      | 0           | 0          |
| H. Raubold    | 29         | 3          | 1           | 0          | 3                 | 0                 | 0                 | 0                 | 32       | 3      | 1           | 0          |
| H. Scheller   | 28         | 2          | 2           | 0          | 3                 | 1                 | 1                 | 0                 | 31       | 3      | 3           | 0          |
| H. Seelmann   | 0          | 0          | 0           | 0          | 0                 | 0                 | 0                 | 0                 | 0        | 0      | 0           | 0          |
| I. Senzen     | 21         | 4          | 1           | 0          | 4                 | 1                 | 0                 | 0                 | 25       | 5      | 1           | 0          |
| J. Stering    | 27         | 3          | 4           | 0          | 4                 | 1                 | 0                 | 0                 | 31       | 4      | 4           | 0          |
| J. Strack     | 29         | 0          | 5           | 0          | 2                 | 0                 | 0                 | 0                 | 31       | 0      | 5           | 0          |
| R. Sturz      | 30         | 0          | 2           | 0          | 4                 | 1                 | 0                 | 0                 | 34       | 1      | 2           | 0          |
| H. Wohlers    | 19         | 7          | 0           | 0          | 2                 | 1                 | 0                 | 0                 | 21       | 8      | 0           | 0          |
| T. Zander     | 30         | 0          | 0           | 0          | 3                 | 0                 | 0                 | 0                 | 33       | 0      | 0           | 0          |